# Сквер з різновидностями рідкісних дерев (Чернівці, на розі вулиць Університетської та Коцюбинського)
Сквер з різнови́дностями рі́дкісних дере́в — ботанічна пам'ятка природи місцевого значення в Україні. Розташована в межах міста Чернівці, на розі вулиць Університетської та Коцюбинського. 
Площа 0,5 га. Статус надано згідно з рішенням виконавчого комітету Чернівецької обласної ради народних депутатів від 17 березня 1992 року № 72. Перебуває у віданні: Департамент житлово-комунального господарства м. Чернівці. 
Статус надано з метою збереження скверу, в якому ростуть понад 10 видів і форм дерев та чагарників. 
Сквер спланований у регулярному стилі, елементи планування добре збереглися. На його території встановлено погруддя Сидору Воробкевичу. Поруч розташований вхід до колишньої Резиденції митрополитів Буковини і Далмації (тепер Чернівецький національний університет імені Юрія Федьковича).
2021 року відбулася реконструкція скверу — окрім заміни доріжок було викорчувано хворі дерева та пні, натомість посаджено 12 кулеподібних ясенів, 6 кленолистих платанів, а також 31 тую.

## Галерея

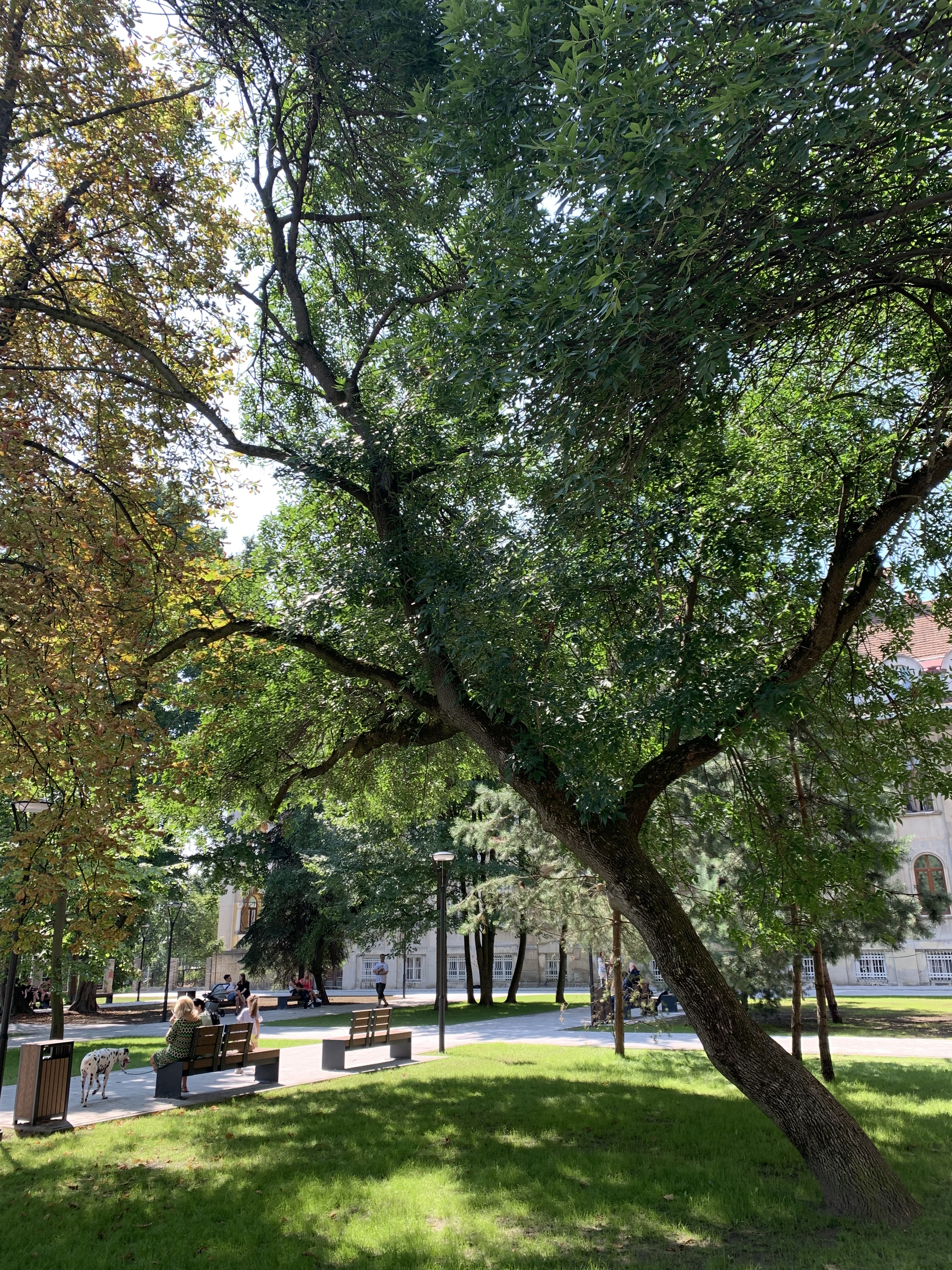
Всередині скверу
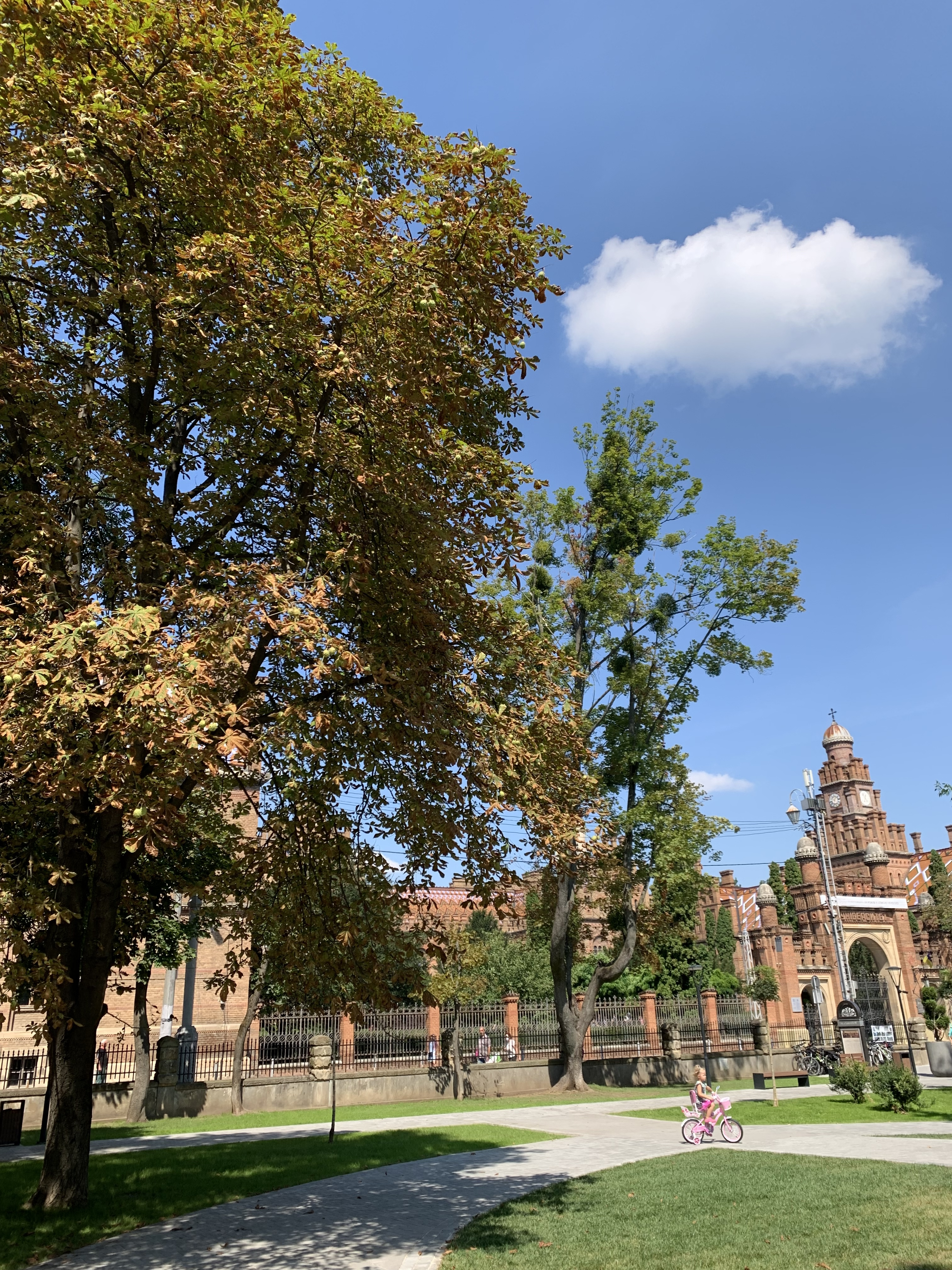
Вид на університет зі скверу